# Persone di nome Julia
| Questa pagina contiene informazioni ricavate automaticamente dalle voci biografiche con l'ausilio del template Bio e di un bot. L'aggiornamento è periodico e automatico e ricostruisce completamente la pagina. Se manca una persona in questa lista, sei pregato di non aggiungerla, ma accertati piuttosto che la sua voce biografica contenga il template Bio e che i dati anagrafici siano correttamente compilati. Se il template Bio manca, inseriscilo tu stesso o, in alternativa, metti l'avviso {{tmp\|Bio}} che ne segnala la mancanza. Se i dati riportati sono sbagliati, correggi direttamente la voce biografica; le modifiche saranno visibili in questa lista entro pochi giorni. Per chiarimenti vedi il progetto antroponimi. La lista contiene solo le 220 persone che sono citate nell'enciclopedia e per le quali è stato implementato correttamente il template Bio. Pagina aggiornata al 6 ago 2025. |

Questa è una lista di persone presenti nell'enciclopedia che hanno il nome Julia, suddivise per attività principale.

## Altiste(1)
- Julia du Plessis, altista sudafricana (n. 1996)

## Ambientaliste(1)
- Julia Butterfly Hill, ambientalista e scrittrice statunitense (Mount Vernon, n. 1974)

## Architetti(1)
- Giulia Guarino, architetto italiano (Eboli, n. 1897 - Montevideo, † 1985)

## Artiste(2)
- Julia Bornefeld, artista tedesca (Kiel, n. 1963)
- Julia Krahn, artista tedesca (Jülich, n. 1978)

## Attiviste(1)
- Julia Ward Howe, attivista e poetessa statunitense (New York, n. 1819 - Portsmouth, † 1910)

## Attrici pornografiche(3)
- Julia Ann, attrice pornografica e regista statunitense (Los Angeles, n. 1969)
- Julia Bond, ex attrice pornografica statunitense (Long Beach, n. 1987)
- Julia Taylor, ex attrice pornografica ungherese (Budapest, n. 1978)

## Attrici teatrali(1)
- Julia Marlowe, attrice teatrale statunitense (Cumberland, n. 1865 - New York, † 1950)

## Biatlete(3)
- Julia Kink, biatleta tedesca (Rosenheim, n. 2004)
- Julia Simon, biatleta francese (Albertville, n. 1996)
- Julia Tannheimer, biatleta tedesca (Ulma, n. 2005)

## Calciatrici(9)
- Julia Campbell, ex calciatrice neozelandese (n. 1965)
- Julia Grosso, calciatrice canadese (Vancouver, n. 2000)
- Julia Hickelsberger-Füller, calciatrice austriaca (Sankt Pölten, n. 1999)
- Julia Karlernäs, calciatrice svedese (Torsby, n. 1993)
- Julia Roddar, calciatrice svedese (n. 1992)
- Julia Spetsmark, calciatrice svedese (n. 1989)
- Julia Stierli, calciatrice svizzera (Muri, n. 1997)
- Julia Zigiotti Olme, calciatrice svedese (Upplands Väsby, n. 1997)
- Julia Šimić, ex calciatrice tedesca (Fürth, n. 1989)

## Canoiste(1)
- Julia Schmid, canoista austriaca (Klagenfurt am Wörthersee, n. 1988)

## Canottiere(2)
- Julia Lier, canottiera tedesca (Ludwigsfelde, n. 1991)
- Julia Michalska, canottiera polacca (Kozienice, n. 1985)

## Cantanti(6)
- Julia Boutros, cantante libanese (Beirut, n. 1968)
- Julia Marcell, cantante polacca (Chełmno, n. 1982)
- Julia Lee, cantante e pianista statunitense (Boonville, n. 1902 - San Diego, † 1958)
- Julia Medina, cantante spagnola (San Fernando, n. 1994)
- Julia Neigel, cantante russa (Barnaul, n. 1966)
- Julia Volkova, cantante e attrice russa (Mosca, n. 1985)

## Cantautrici(7)
- Julia Michaels, cantautrice e compositrice statunitense (Davenport, n. 1993)
- Julia Deans, cantautrice neozelandese (Christchurch, n. 1974)
- Julia Fordham, cantautrice britannica (Portsmouth, n. 1962)
- Julia Holter, cantautrice e produttrice discografica statunitense (Milwaukee, n. 1984)
- Julia Jacklin, cantautrice australiana (Sydney, n. 1990)
- Julia Nunes, cantautrice e youtuber statunitense (n. 1989)
- Julia Stone, cantautrice e polistrumentista australiana (Sydney, n. 1984)

## Cestiste(2)
- Julia Ortiz, cestista paraguaiana (Asunción, n. 1936 - † 2017)
- Julia Reisingerová, cestista ceca (Tirschenreuth, n. 1998)

## Circensi(1)
- Julia Pastrana, circense messicana (Sinaloa, n. 1834 - Mosca, † 1860)

## Conduttrici televisive(1)
- Julia Zemiro, conduttrice televisiva, conduttrice radiofonica e attrice australiana (Aix-en-Provence, n. 1967)

## Costumiste(1)
- Julia Trevelyan Oman, costumista e scenografa britannica (Londra, n. 1930 - Much Birch, † 2003)

## Cuoche(1)
- Julia Child, cuoca, scrittrice e personaggio televisivo statunitense (Pasadena, n. 1912 - Santa Barbara, † 2004)

## Danzatrici(2)
- Julia Farron, ballerina britannica (Londra, n. 1922 - † 2019)
- Julia Smith, ballerina e showgirl australiana (Southport, n. 1980)

## Dirigenti sportive(1)
- Julia Soek, dirigente sportiva e ex ciclista su strada olandese (Groninga, n. 1990)

## Discobole(1)
- Julia Harting, discobola tedesca (Berlino, n. 1990)

## Filantrope(2)
- Julia Cleverdon, filantropa britannica (Londra, n. 1950)
- Julia Stephen, filantropa inglese (n. 1846 - † 1895)

## Filosofe(1)
- Julia Annas, filosofa e storica della filosofia statunitense (n. 1946)

## First lady(2)
- Julia Grant, first lady statunitense (St. Louis, n. 1826 - † 1902)
- Julia Tyler, first lady statunitense (Gardiners Island, n. 1820 - Richmond, † 1889)

## Fisiche(1)
- Julia Yeomans, fisica britannica (Derby, n. 1954)

## Fondiste(1)
- Julia Kern, fondista statunitense (Berkeley, n. 1997)

## Fotografe(4)
- Julia Margaret Cameron, fotografa inglese (Calcutta, n. 1815 - Ceylon, † 1879)
- Julia Pirotte, fotografa e partigiana polacca (Końskowola, n. 1907 - Varsavia, † 2000)
- Julia Shannon, fotografa statunitense (San Francisco)
- Julia Widgrén, fotografa finlandese (Helsinki, n. 1842 - Vaasa, † 1917)

## Ginnaste(1)
- Júlia Soares, ginnasta brasiliana (Curitiba, n. 2005)

## Giornaliste(1)
- Julia Voss, giornalista tedesca (Francoforte sul Meno, n. 1974)

## Imprenditrici(1)
- Julia Hobsbawm, imprenditrice e scrittrice britannica (n. 1964)

## Linguiste(1)
- Julia Kristeva, linguista, psicanalista e filosofa francese (Sliven, n. 1941)

## Magistrate(1)
- Julia Przyłębska, giudice polacca (Bydgoszcz, n. 1959)

## Martelliste(1)
- Julia Ratcliffe, martellista neozelandese (Hamilton, n. 1993)

## Matematiche(1)
- Julia Robinson, matematica statunitense (Saint Louis, n. 1919 - Oakland, † 1985)

## Mezzofondiste(1)
- Julia David-Smith, mezzofondista francese (Seattle, n. 2003)

## Mezzosoprani(3)
- Julia Culp, mezzosoprano olandese (Groninga, n. 1880 - Amsterdam, † 1970)
- Julia Hamari, mezzosoprano e contralto ungherese (Budapest, n. 1942)
- Julia Migenes, mezzosoprano statunitense (New York, n. 1949)

## Modelle(3)
- Julia Sinning, modella e attrice olandese (Amstelveen, n. 1996)
- Julia Stegner, supermodella tedesca (Monaco, n. 1984)
- Julia Voth, modella e attrice canadese (Saskatchewan, n. 1985)

## Nobildonne(2)
- Julia Duncan-Haldane, nobildonna inglese (Napoli, n. 1840 - Dundee, † 1915)
- Julia Lubomirska, nobildonna polacca (Parigi, n. 1764 - Cracovia, † 1794)

## Nobili(1)
- Julia von Hauke, nobile tedesca (Varsavia, n. 1825 - Jugenheim, † 1895)

## Nuotatrici(7)
- Julia Echeberria, nuotatrice artistica spagnola (n. 1999)
- Julia Greville, ex nuotatrice australiana (Perth, n. 1979)
- Julia Hassler, ex nuotatrice liechtensteinese (Vaduz, n. 1993)
- Julia Jung, ex nuotatrice tedesca (Haiger, n. 1979)
- Julia Sebastián, nuotatrice argentina (Santa Fe, n. 1993)
- Julia Smit, ex nuotatrice statunitense (Santa Rosa, n. 1987)
- Julia Stowers, ex nuotatrice statunitense (Knoxville, n. 1982)

## Pallavoliste(2)
- Julia Brown, pallavolista statunitense (Davidson, n. 1996)
- Julia Ituma, pallavolista italiana (Milano, n. 2004 - Istanbul, † 2023)

## Pattinatrici di short track(1)
- Julia Riedel, pattinatrice di short track tedesca (Dresda, n. 1989)

## Pianiste(1)
- Myra Hess, pianista inglese (Londra, n. 1890 - Londra, † 1965)

## Pittrici(4)
- Julia Abel-Truchet, pittrice francese (Bordeaux, n. 1867 - Parigi, † 1935)
- Julia Beck, pittrice svedese (Stoccolma, n. 1853 - Vaucresson, † 1935)
- Julia Codesido, pittrice e insegnante peruviana (Lima, n. 1883 - Lima, † 1979)
- Julia Hoffmann Tedesco, pittrice tedesca (Würzburg, n. 1843 - Napoli)

## Poetesse(3)
- Julia Hartwig, poetessa polacca (Lublino, n. 1921 - Gouldsboro, † 2017)
- Julia Pardoe, poetessa, scrittrice e storica inglese (Beverley, n. 1804 - Londra, † 1862)
- Uljana Kravčenko, poetessa, scrittrice e attivista ucraina (Mykolaïv, n. 1860 - Przemyśl, † 1947)

## Politiche(6)
- Julia Brownley, politica statunitense (Aiken, n. 1952)
- Julia Carson, politica statunitense (Louisville, n. 1938 - Indianapolis, † 2007)
- Julia Gillard, politica australiana (Barry, n. 1961)
- Julia Klöckner, politica tedesca (Bad Kreuznach, n. 1972)
- Julieta Lanteri, politica e medico argentino (Briga Marittima, n. 1873 - Buenos Aires, † 1932)
- Julia Letlow, politica statunitense (Monroe, n. 1981)

## Poliziotte(1)
- Julia Pierson, poliziotta statunitense (Orlando, n. 1959)

## Registe(4)
- Julia Ducournau, regista e sceneggiatrice francese (Parigi, n. 1983)
- Julia Leigh, regista, scrittrice e sceneggiatrice australiana (Sydney, n. 1970)
- Julia Reichert, regista, produttrice cinematografica e attivista statunitense (Bordentown, n. 1946 - Yellow Springs, † 2022)
- Julia von Heinz, regista e sceneggiatrice tedesca (Berlino, n. 1976)

## Saltatrici con gli sci(4)
- Julia Clair, saltatrice con gli sci francese (Saint-Dié-des-Vosges, n. 1994)
- Julia Kykkänen, saltatrice con gli sci finlandese (Lahti, n. 1994)
- Julia Mühlbacher, saltatrice con gli sci austriaca (Braunau am Inn, n. 2004)
- Julia Tervahartiala, saltatrice con gli sci finlandese (n. 2002)

## Sceneggiatrici(1)
- Julia Crawford Ivers, sceneggiatrice, regista e produttrice cinematografica statunitense (Los Angeles, n. 1867 - Los Angeles, † 1930)

## Scenografe(1)
- Julia Heron, scenografa statunitense (Montana, n. 1897 - Los Angeles, † 1977)

## Schermitrici(2)
- Julia Beljajeva, schermitrice estone (Tartu, n. 1992)
- Julia Revesz, schermitrice ungherese (n. 1983)

## Sciatrici alpine(9)
- Julia Delich, ex sciatrice alpina canadese (n. 1978)
- Julia Dygruber, ex sciatrice alpina austriaca (n. 1991)
- Julia Ford, ex sciatrice alpina statunitense (Concord, n. 1990)
- Julia Littman, ex sciatrice alpina statunitense (Vail, n. 1984)
- Julia Mancuso, ex sciatrice alpina statunitense (Reno, n. 1984)
- Julia Mutschlechner, ex sciatrice alpina tedesca (n. 1997)
- Julia Roth, ex sciatrice alpina canadese (n. 1993)
- Julia Scheib, sciatrice alpina austriaca (Deutschlandsberg, n. 1998)
- Julia Spettel, ex sciatrice alpina austriaca (n. 1950)

## Scrittrici(9)
- Julia Alvarez, scrittrice e poetessa dominicana (New York, n. 1950)
- Julia Donaldson, scrittrice e drammaturga britannica (n. 1948)
- Julia Constance Fletcher, scrittrice inglese (n. 1853 - † 1938)
- Julia Franck, scrittrice tedesca (Berlino Est, n. 1970)
- Julia Glass, scrittrice statunitense (Boston, n. 1956)
- Julia Hailes, scrittrice e naturalista britannica (Somerset, n. 1961)
- Dolores Hitchens, scrittrice statunitense (San Antonio, n. 1907 - San Antonio, † 1973)
- Julia Navarro, scrittrice, saggista e giornalista spagnola (Madrid, n. 1953)
- Julia O'Faolain, scrittrice irlandese (Londra, n. 1932 - † 2020)

## Slittiniste(2)
- Julia Clukey, ex slittinista statunitense (Augusta, n. 1985)
- Julia Taubitz, slittinista tedesca (Annaberg-Buchholz, n. 1996)

## Snowboarder(3)
- Julia Dujmovits, snowboarder austriaca (Güssing, n. 1987)
- Julia Marino, snowboarder statunitense (Yonkers, n. 1997)
- Julia Pereira de Sousa-Mabileau, snowboarder francese (Quincy-sous-Sénart, n. 2001)

## Socialite(1)
- Julia Koch, socialite e filantropa statunitense (Indianola, n. 1962)

## Sollevatrici(1)
- Julia Rohde, ex sollevatrice tedesca (Görlitz, n. 1989)

## Soprani(3)
- Julia Goss, soprano scozzese (Baillieston, n. 1946 - † 2023)
- Julia Kleiter, soprano tedesco (Limburg an der Lahn, n. 1980)
- Julia Novikova, soprano russo (Leningrado, n. 1983)

## Storici dell'arte(1)
- Julia Draganović, storico dell'arte tedesca (Amburgo, n. 1963)

## Tenniste(11)
- Julia Boserup, ex tennista statunitense (Santa Monica, n. 1991)
- Julia Cohen, ex tennista statunitense (Filadelfia, n. 1989)
- Julia Glushko, ex tennista israeliana (Donec'k, n. 1990)
- Julia Grabher, tennista austriaca (Dornbirn, n. 1996)
- Julia Görges, ex tennista tedesca (Bad Oldesloe, n. 1988)
- Julia Lohoff, tennista tedesca (Bielefeld, n. 1994)
- Julia Riera, tennista argentina (Pergamino, n. 2002)
- Julia Sampson, tennista statunitense (Los Angeles, n. 1934 - Newport Beach, † 2011)
- Julia Schruff, ex tennista tedesca (Augusta, n. 1982)
- Julia Vakulenko, ex tennista ucraina (Jalta, n. 1983)
- Julia Wipplinger, tennista sudafricana (Transvaal, n. 1923 - Hoedspruit, † 1989)

## Triatlete(1)
- Julia Viellehner, triatleta, maratoneta e mezzofondista tedesca (Benediktbeuern, n. 1985 - Cesena, † 2017)

## Velociste(1)
- Julia Henriksson, velocista svedese (Bjuv, n. 2002)

## Violiniste(1)
- Julia Fischer, violinista tedesca (Monaco di Baviera, n. 1983)

## Violoncelliste(1)
- Julia Kent, violoncellista e compositrice canadese (Vancouver)

## Wrestler(3)
- Julia Hart, wrestler statunitense (Cambridge, n. 2001)
- Saraya Knight, wrestler britannica (Penzance, n. 1971)
- Zeda Zhang, wrestler e ex artista marziale mista statunitense (Virginia, n. 1987)

## Senza attività specificata(2)
- Julia Carta, italiana (Mores)
- Julia Morgan, architetta statunitense (San Francisco, n. 1872 - San Francisco, † 1957)